# Unforgettable (песня Робина Шульца и Марка Сцибилии)
«Unforgettable» — песня немецкого диджея Робина Шульца и американского певца Марка Сцибилии. Песня вышла 22 декабря 2017 года как четвёртый сингл из его третьего студийного альбома Uncovered. Авторами песни выступили Деннис Бирбродт, Юрген Дор, Гвидо Крамер, Стефан Дабрук, Нолан Сайпе, Робин Шульц, Марк Сцибилия

## Предыстория
Разговаривая с Billboard о песне, Шульц сказал, «„Unforgettable“ — одна из моих любимых композиций моего третьего альбома Uncovered, из-за того как она накапливается. Она очень интенсивная, но в то же время под неё можно танцевать, и голос Марка Сцибилии очень хорошо дополняет атмосферу песни. Надеюсь, людям она понравится так же, как и мне!»

## Музыкальное видео
Музыкальное видео вышло 19 января 2018 на официальный YouTube-канал Шульца. Режиссёрами выступили Максим Розенбауэр и Мориц Росс.

## Список композиций
| №  | Название                         | Длительность |
| -- | -------------------------------- | ------------ |
| 1. | «Unforgettable» (Stadiumx Remix) | 3:38         |

| №  | Название                                               | Длительность |
| -- | ------------------------------------------------------ | ------------ |
| 1. | «Unforgettable» (Alle Farben Remix)                    | 3:26         |
| 2. | «Unforgettable» (Alle Farben Remix) (Extended Version) | 5:22         |
| 3. | «Unforgettable» (Kryder Remix)                         | 5:17         |
| 4. | «Unforgettable» (Plastik Funk Remix)                   | 4:41         |
| 5. | «Unforgettable» (Smash Remix)                          | 3:21         |
| 6. | «Unforgettable» (Lokee Remix)                          | 4:57         |
| 7. | «Unforgettable» (Radio Edit)                           | 3:27         |

## Чарты
| Чарт (2018)                     | Высшая позиция |
| ------------------------------- | -------------- |
| Австрия (Ö3 Austria Top 40)     | 31             |
| Бельгия/Валлония (Ultratip)     | 37             |
| Германия (GfK)                  | 13             |
| Венгрия (Rádiós Top 40)         | 1              |
| Венгрия (Single Top 40)         | 9              |
| Швейцария (Schweizer Hitparade) | 61             |

| Чарт (2018)                      | Позиция |
| -------------------------------- | ------- |
| Germany (Official German Charts) | 60      |
| Hungary (Rádiós Top 40)          | 22      |
| Hungary (Single Top 40)          | 55      |
| Чарт (2019)                      | Позиция |
| Hungary (Rádiós Top 40)          | 21      |

## Сертификации
| Регион                                                                      | Сертификация | Продажи |
| --------------------------------------------------------------------------- | ------------ | ------- |
| Австрия (IFPI Austria)                                                      | Золотой      | 15 000  |
| Германия (BVMI)                                                             | Золотой      | 200 000 |
| Данные о продажах + прослушиваниях приведены только на основе сертификации. |              |         |